# يغموش سلحفاتي
يغموش سلحفاتي أو يغموش السلاحف (الاسم العلمي:Amblyomma testudinarium) هو نوع من الحيوانات يتبع جنس اليغموش من فصيلة اللبوديات الصلبة.